# 今西一
今西 一（いまにし はじめ、1948年11月8日 - 2022年1月6日）は、日本の歴史学者。小樽商科大学名誉教授。日本経済史、日本近代史を専門に扱い、同和問題で積極的に問題提起する。サハリン・樺太史研究会で副会長を務めた。

## 概要
京都市東山区出身で、1972年に龍谷大学文学部を卒業後、京都大学農学部研修員を経て、1979年に立命館大学大学院文学研究科修士課程を修了し、1990年に農学博士（京都大学）を授かる。
1973年に大阪貿易学院高校、京都府立朱雀高等学校の非常勤講師。1980年大阪外国語大学非常勤講師、大阪府立大学、立命館大学、神戸大学などの非常勤講師を経て、1992年小樽商科大学商学部助教授、1994年教授、2014年退職。同年大阪大学大学院文学研究科招聘教授となる。
1996年 - 1997年韓国忠南大学校交換教授、2001年 - 2002年忠南大学校客員教授。
2022年1月6日に急性心筋梗塞で他界する。弟が近住したが、京都市による戸籍調査が不十分で無縁仏として扱われ、2024年3月まで京都市深草墓園納骨堂に埋葬された。弟は連絡を受けておらず、2022年4月に堀和生が所在確認に自宅を訪問し、状況が明らかとなる。

## 著書
- 『近代日本成立期の民衆運動』（柏書房、1991年）
- 『近代日本の差別と村落』（雄山閣、1993年）
- 『近代日本の差別と性文化』（雄山閣、1998年）
- 『メディア都市・京都の誕生』（雄山閣、1999年）
- 『国民国家とマイノリティ』（日本経済評論社、2000年）
- 『文明開化と差別』（吉川弘文館、2001年）
- 『遊女の社会史』（有志舎、2007年）
- 『近代日本の地域社会』（日本経済評論社、2009年）

## 共著
- 『京都府農地改革史』（京都府農業会議、1980年）
- 『部落史の研究 近代篇』（部落問題研究所、1984年）
- 『丹後に生きる』（三省堂、1987年）
- 『近畿型農業の史的展開』（日本経済評論社、1988年）
- 『近代日本社会と天皇制』（柏書房、1988年）
- 『戦間期近畿農業と農民運動』（校倉書房、1989年）
- 『講座 青年 第1巻』（清風堂出版部、1990年）
- 『日本村落史講座 第5巻』（雄山閣出版、1990年）
- 『小農の史的分析』（富民協会、1990年）
- 『日本帝国主義の経済政策』（柏書房、1991年）
- 『日本議会史録 第1巻』（第一法規出版、1991年）
- 『日本村落史講座 第8巻』（雄山閣出版、1991年）
- 『近代天皇制国家の社会統合』（文理閣、1991年）
- 『天皇制国家の統合と支配』（文理閣、1992年）
- 『京都府の百年』（山川出版、1993年）
- 『幕末・明治期の国民国家形成と文化変容』（新曜社、1995年）
- 『近世思想史研究の視座』（思文閣、1995年）
- 『近代農史論争』（文理閣、1996年）
- 『明治維新の地域と民衆』（吉川弘文館、1996年）
- 『「自由主義史観』の本質』（部落問題研究所、1997年）
- 『小樽高商の人々』（北海道大学図書刊行会、2002年）
- 『近代日本と水平社』（解放出版社、2002年）
- 『〈私〉にとっての国民国家論』（日本経済評論社、2003年）
- 『日本の時代史 22巻 自由民権と近代社会』（吉川弘文館、2004年）
- 『世界システムと東アジア』（日本経済評論社、2008年）
- 『グローバリゼーションと植民地主義』（人文書院、2009年）

論文などは、目下、小樽商科大学附属図書館のBarrelに掲載中。